# Hannie van Leeuwen
Johanna (Hannie) van Leeuwen (Delft, 18 januari 1926 – Rotterdam, 1 augustus 2018) was een Nederlands politica. Ze was voor het Christen-Democratisch Appèl (CDA) lid van de Eerste en Tweede Kamer. Tevens was ze wethouder en waarnemend burgemeester. Met 81 jaar was ze op het moment van haar vertrek uit de Eerste Kamer in 2007 de oudste afgevaardigde in de Nederlandse senaat.

## Biografie
De gereformeerde Van Leeuwen doorliep in de jaren voor de Tweede Wereldoorlog de mulo en vervolgens de middelbare handelsavondschool. In de oorlog was ze koerierster voor Albrecht Hollands Glorie, een militaire spionagegroep. In 1941 werd ze lid van de Anti-Revolutionaire Partij (ARP). Ze werd ambtenaar bij achtereenvolgens het ministerie van Economische Zaken en de gemeente Rijswijk. Van 1962 tot 1966 werkte ze als voorlichter voor de Nederlandse Christelijke Boeren- en Tuindersbond (NCBTB).

### Politieke carrière

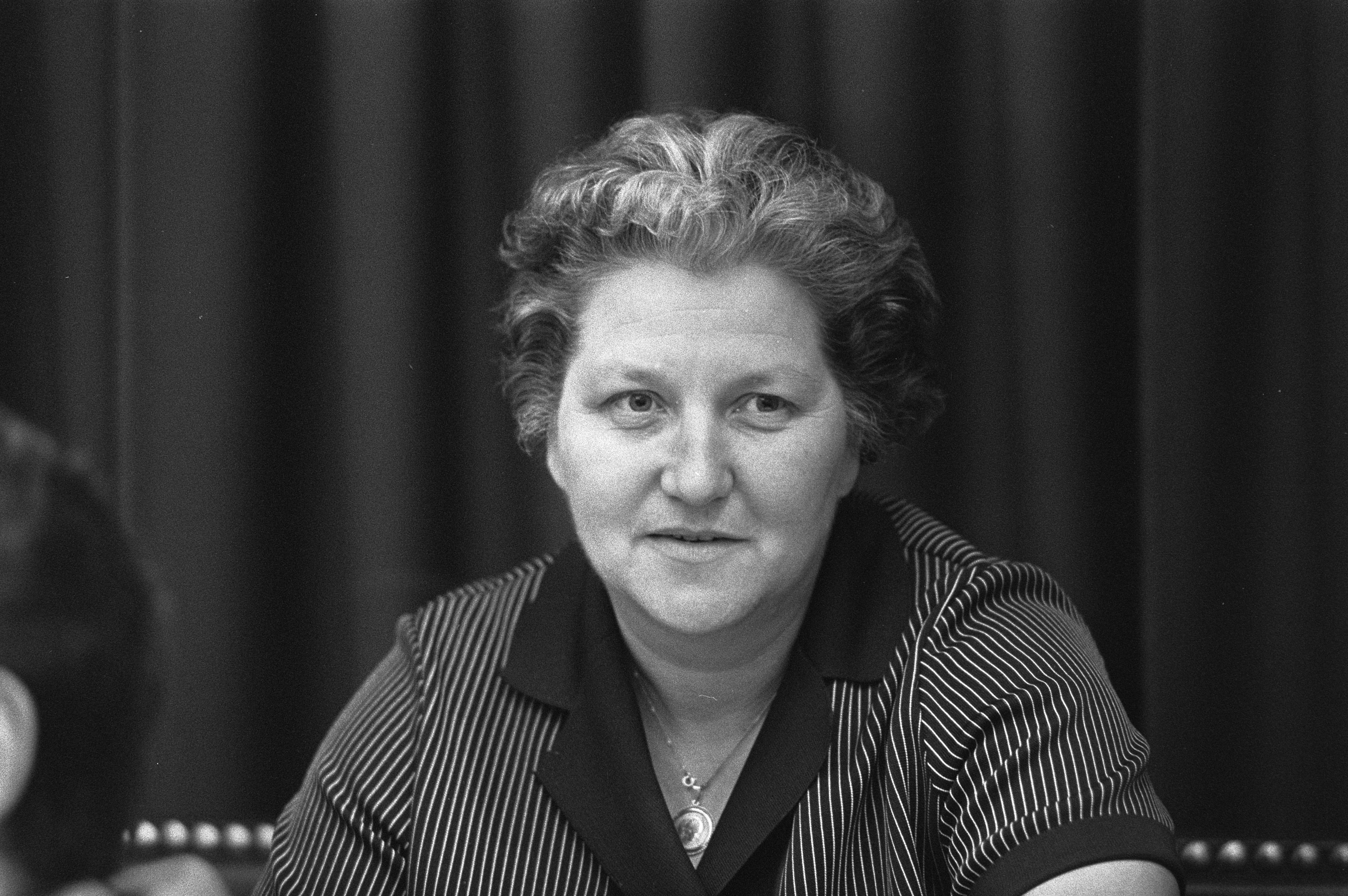
Kamerlid Van Leeuwen tijdens een debat in de Tweede Kamer over moeilijkheden bij de landmacht (1972)

In november 1966 werd Van Leeuwen als tussentijdse opvolger lid van de Tweede Kamer voor de ARP. In de Tweede Kamer hield ze zich vooral bezig met sociale zaken en maatschappelijk werk, en later ook met defensie. Hier toonde ze zich groot voorstander van de F16 als opvolger van de Starfighter. Het was in die tijd dat CPN-leider Marcus Bakker haar spottend Straaljager-Hannie noemde mede vanwege haar doortastende tred. In 1971 werd ze benaderd om staatssecretaris van Sociale Zaken te worden, maar die benoeming ketste af omdat coalitiepartijen VVD en DS'70 haar te links vonden. In 1975 was er sprake van dat ze staatssecretaris zou worden van Onderwijs, maar deze keer bedankte ze voor de eer.
In 1978 verliet ze de Kamer uit onvrede met het optreden van haar fractievoorzitter Wim Aantjes tijdens de formatie van het kabinet-Van Agt I. Ze werd als Tweede Kamerlid opgevolgd door de Aalsmeerse wethouder Fred Borgman. Van 1 april 1978 tot 1 augustus 1980 was Van Leeuwen concerndirecteur sociale zaken en personeelsbeleid bij de OGEM. Ze was op dat moment al lid van de gemeenteraad van Zoetermeer en zou later, van 1986 tot 1990, wethouder in die gemeente worden. Daarna was ze waarnemend burgemeester van Hazerswoude en Nootdorp en van 1991 tot 2001 voorzitter van het Regionaal Bestuur Arbeidsvoorziening Den Haag/Delft. In 1995 werd ze tevens gekozen in de Eerste Kamer. Hier speelde ze onder meer een belangrijke rol bij de behandeling van de Zorgverzekeringswet na jarenlang tegen de invoering te zijn geweest. Bij de behandeling in de Eerste Kamer op 29 juni 2005 werd de Ziekenfondswet fors gewijzigd, waarop de wet met steun van de CDA-fractie met 45 tegen 24 stemmen werd aangenomen.
In maart 2003 werd door verzekeringsmaatschappij IZA Nederland aan de Vrije Universiteit een bijzondere leerstoel 'participatie van patiënten en burgers bij gezondheidsbeslissingen' ingesteld die de naam draagt van Van Leeuwen. Toen ze niet meer terugkeerde in de Eerste Kamer werd Van Leeuwen in juni 2007 verkozen tot lid van het partijbestuur van CDA.
Omdat Van Leeuwen in de visie van de stichting Christelijk-Sociaal Congres zich op een bijzondere wijze actief en betrokken toonde op het terrein van het christelijk-sociaal handelen, ontving zij op het Christelijk-Sociaal Congres in augustus 2007 de Adriaan Borstprijs uit handen van Eerste Kamervoorzitter Yvonne Timmerman-Buck.
In 2009 ontving Van Leeuwen ook de Majoor Bosshardt Prijs vanwege haar bijzondere inzet voor de samenleving.
Op het CDA-kabinetsformatiecongres 2010 van 2 oktober 2010 in de Rijnhal in Arnhem sprak ze de leden indringend toe niet samen te werken met de PVV. Drie weken later, op 22 oktober, kondigde Van Leeuwen op een bijeenkomst in de bibliotheek Utrecht aan al haar activiteiten voor het CDA te staken. De reden hiervoor was het volgens haar "uitkleden" van de ouderenzorg in het kabinet-Rutte I en de samenwerking van haar partij met de PVV. Wel bleef ze lid van de partij. Bij de Provinciale Statenverkiezingen 2011 voor haar partij in Zuid-Holland was ze echter weer actief als lijstduwer. Ook bij de Tweede Kamerverkiezingen 2017 was ze lijstduwer in de meeste regio's namens het CDA.

## Onderscheidingen
Koninklijke:
- Officier in de Orde van Oranje-Nassau (5 oktober 1973)
- Ridder in de Orde van de Nederlandse Leeuw (28 april 1978)
- Commandeur in de Orde van Oranje-Nassau (29 april 1994)

Overige:
- Verzetsherdenkingskruis (19 december 1983)
- Prins Mauritsmedaille (juni 1986)
- MAX Award (25 oktober 2006)
- Adriaan Borstprijs (31 augustus 2007)
- Majoor Bosshardt Prijs (8 juni 2009)
- Betty Bos-Olijfprijs (23 maart 2017)